# Rhabdomastix longiterebrata
Rhabdomastix longiterebrata är en tvåvingeart som beskrevs av Alexander 1938. Rhabdomastix longiterebrata ingår i släktet Rhabdomastix och familjen småharkrankar. Inga underarter finns listade i Catalogue of Life.